# Sarracenia alata
Sarracenia alata är en flugtrumpetväxtart som beskrevs av Wood. Sarracenia alata ingår i släktet flugtrumpeter, och familjen flugtrumpetväxter. IUCN kategoriserar arten globalt som nära hotad. Inga underarter finns listade i Catalogue of Life.

## Bildgalleri

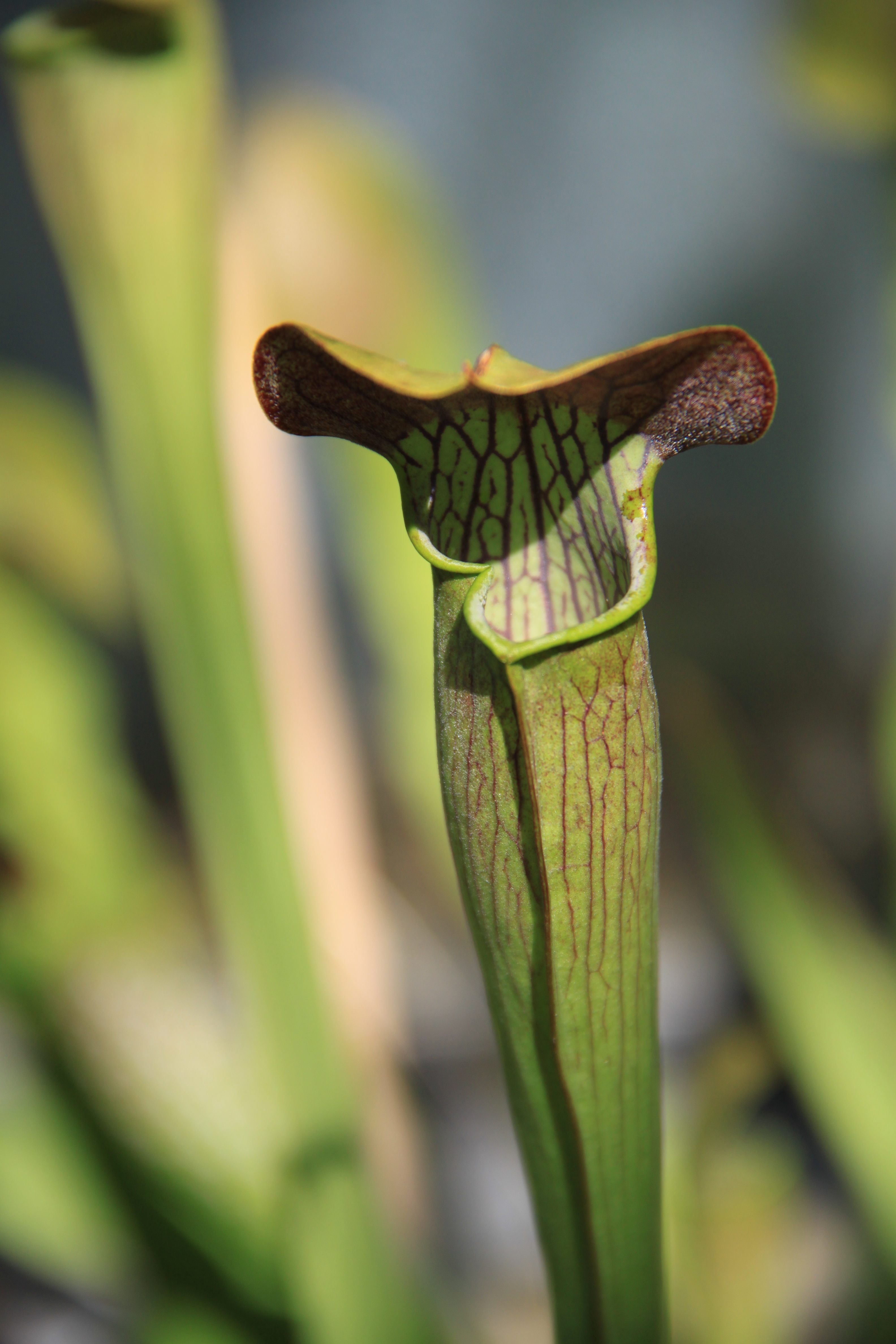
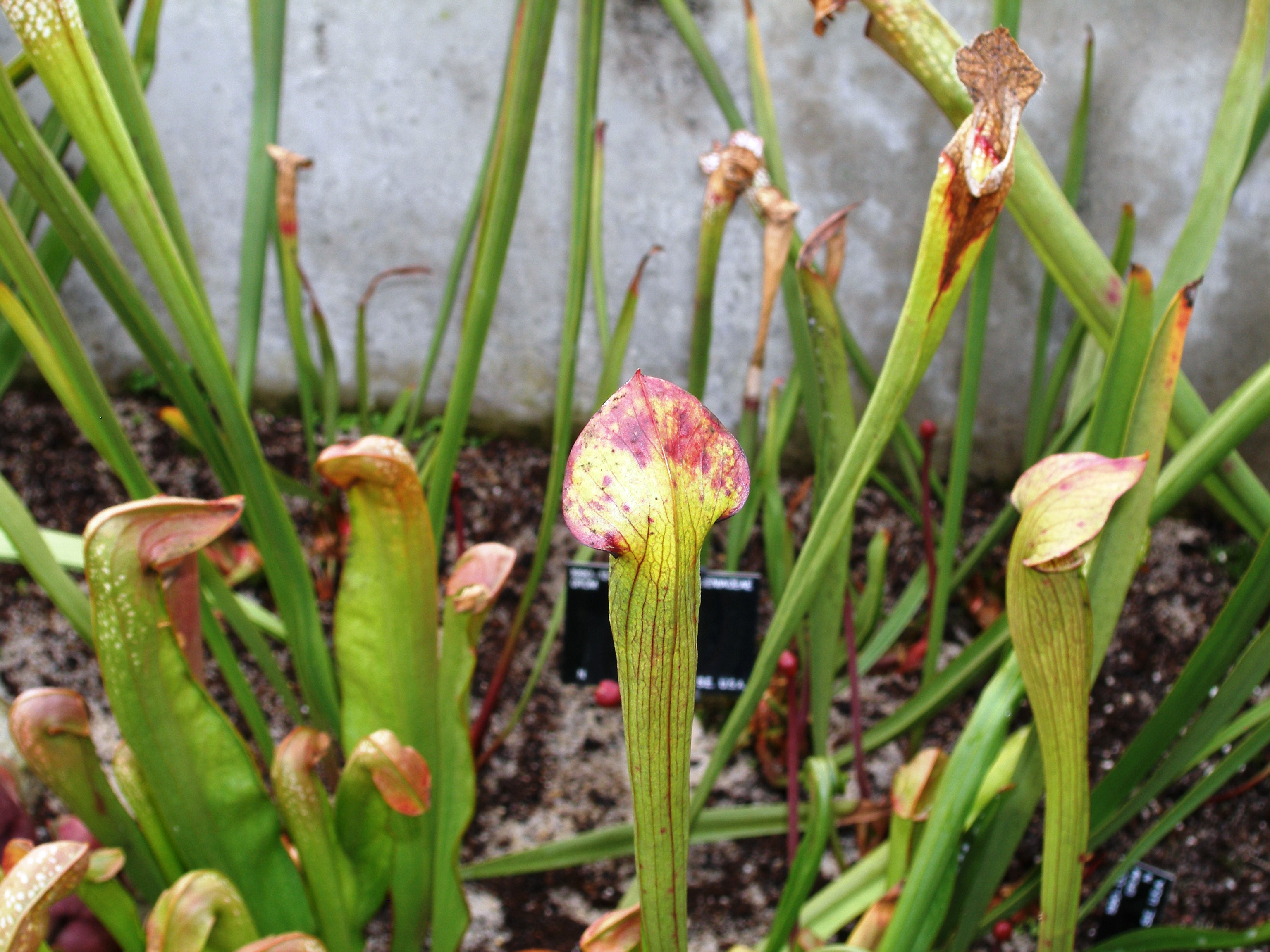
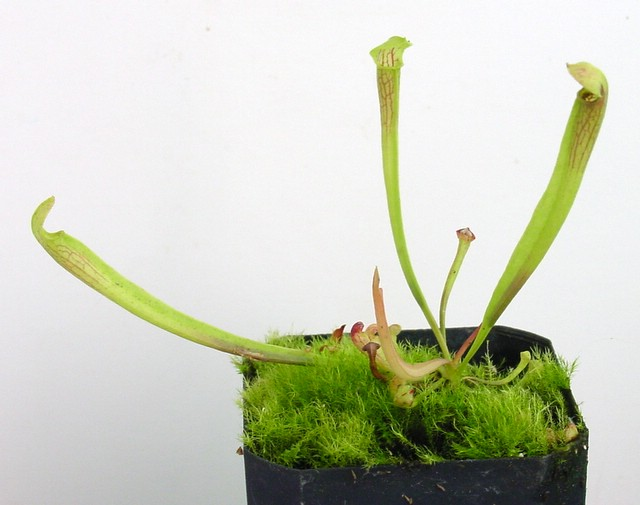
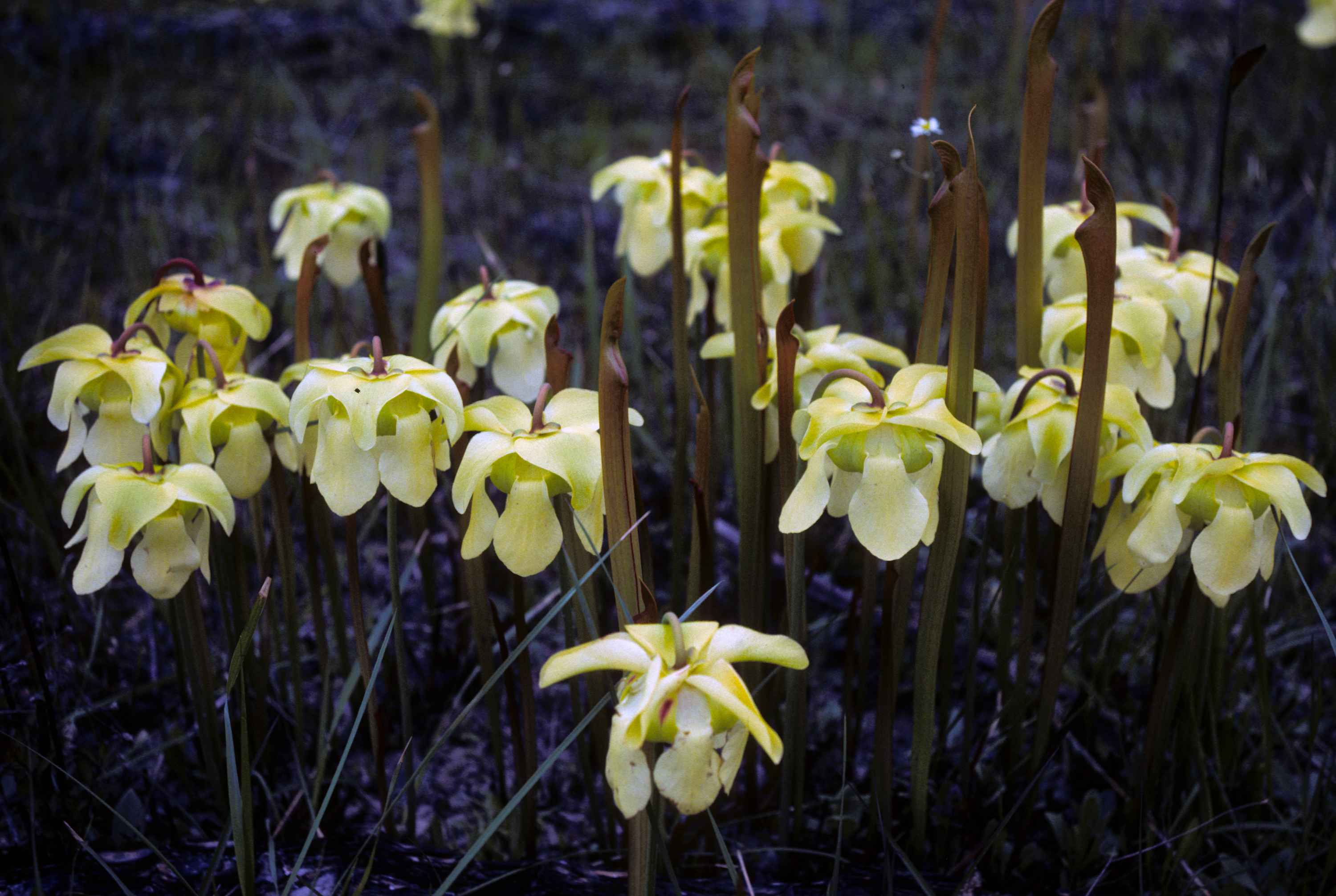
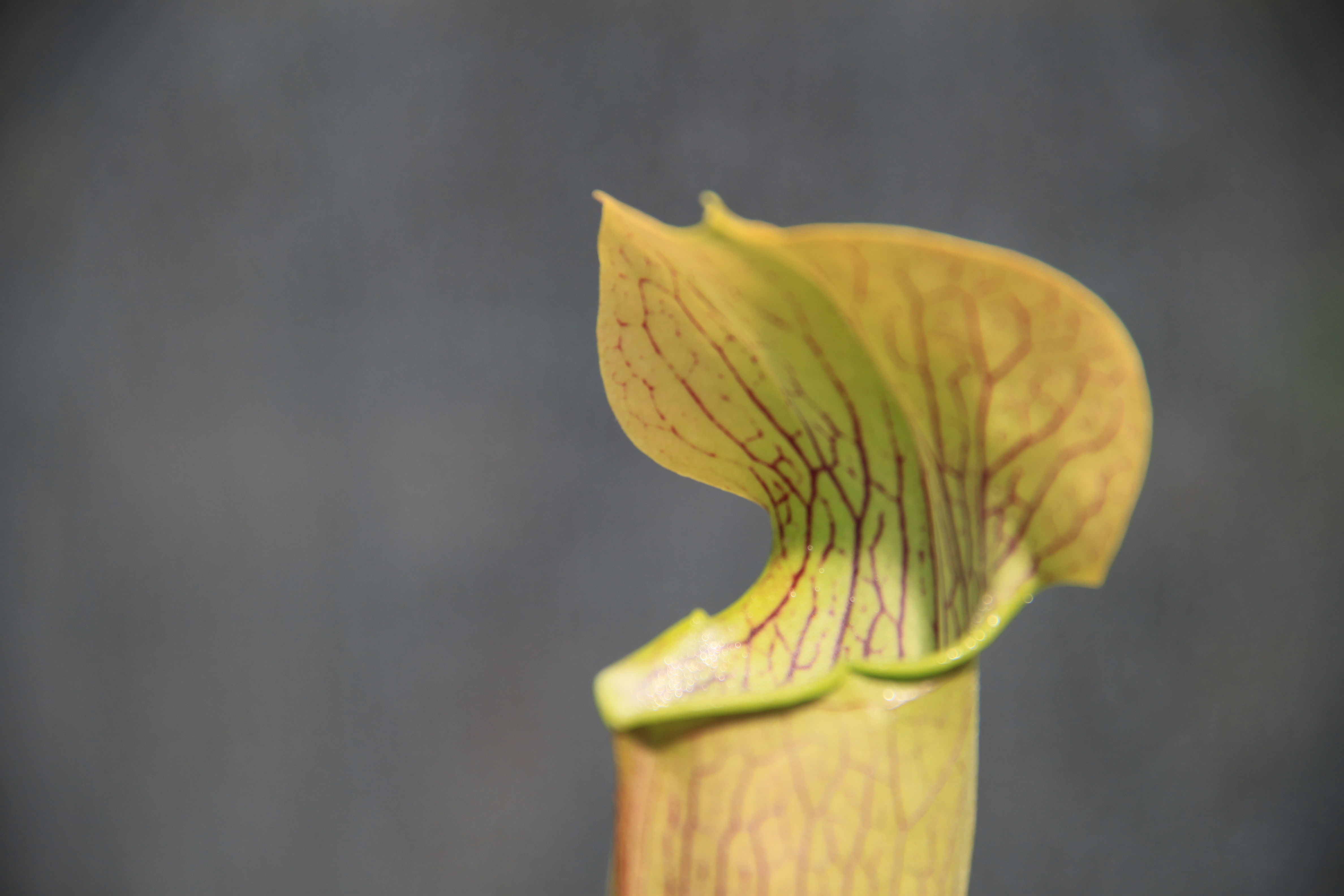
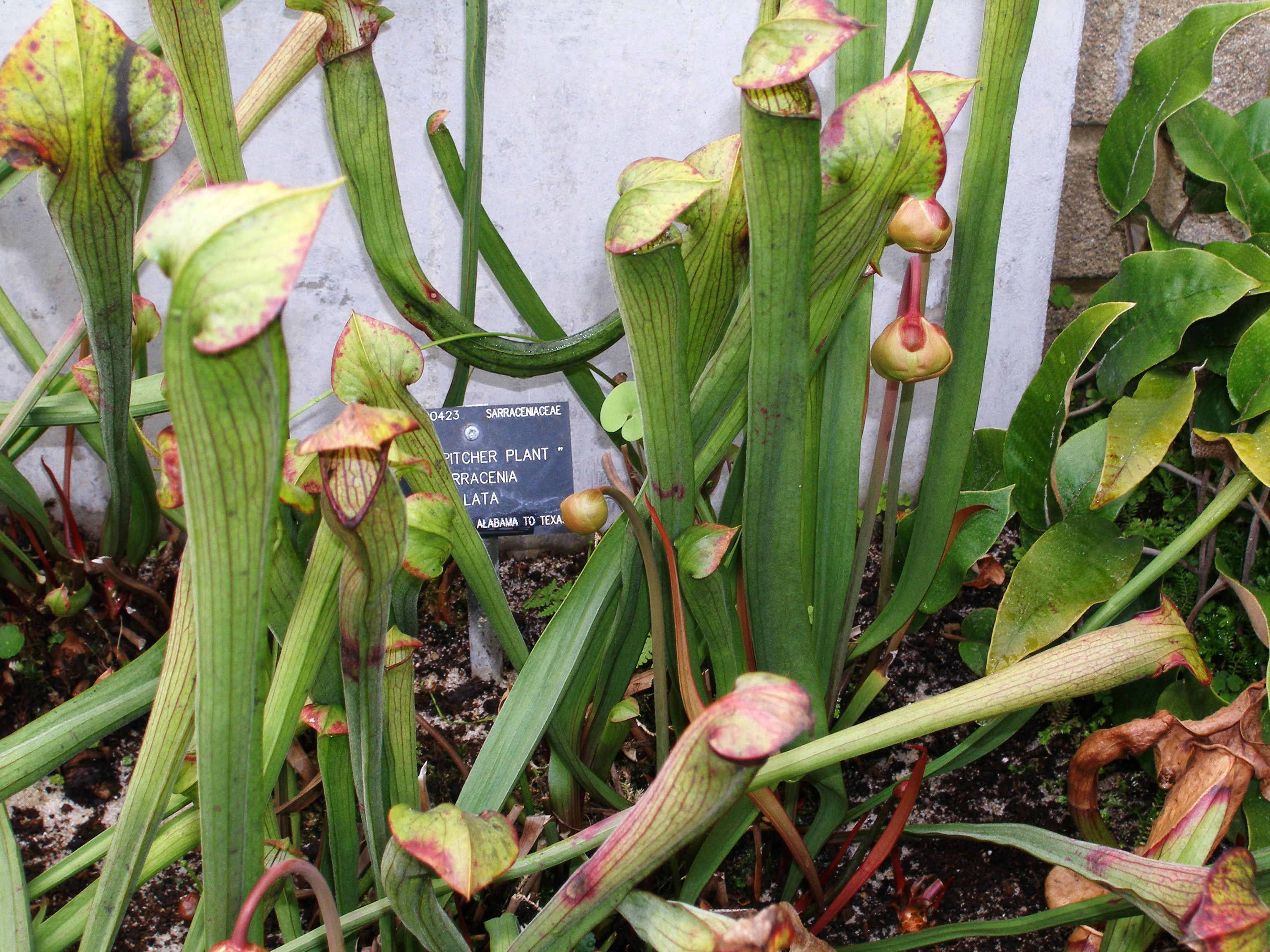